# Final Fantasy VII: Advent Children
Остання Фантазія VII: Діти пришестя (англ. Final Fantasy VII: Advent Children) — повнометражний анімаційний фільм, створений за допомогою комп'ютерної графіки. Фільм заснований на грі Final Fantasy VII, випущеній Square Co., Ltd.
Події у фільмі відбуваються опісля двох років по закінченні подій в грі, головним героєм також є Клауд Страйф. DVD японською вийшов в 2005 році, в квітні 2006 року фільм був випущений англійською. Окрім стандартної версії фільму було також випущено декілька спеціальних видань. Саундтрек до фільму був записаний Нобуо Уемацу, Кунітіро Фукую, Кейдзі Каваморі і Цуєсі Секіто, і вийшов на CD 28 вересня 2005 року.
Фільм «Діти Пришестя» був першою назвою в збірці медіа по Останній Фантазії VII (Compilation of Final Fantasy VII), він отримав премію на Міжнародному Кінофестивалі в Каталонії 15 жовтня 2005 року.
На Tokyo Game Show в 2006 році Square Enix представили трейлер до режисерської версії фільму — Final Fantasy VII: Advent Children Complete, очікуваної для випуску на нових тоді носіях Blu-ray Disc.

## Сюжет
Два роки опісля після подій гри Final Fantasy VII, планета лише починає відновлюватися після атаки Метеора. Жителі Мідгара, що вижили, створили нове місто (назване «Едж» — «Edge», що в перекладі з англійської означає «межа», «край»). По планеті поширюється дивна хвороба Геостігма (Рзєицўєоїє, Seikon Shekegun).
Клауд Страйф утворив свою компанію Доставки Страйфа (Strife Delivery Service) разом з Тіфою Локхарт. Офіс компанії знаходиться в барі Тіфи, який також є притулком для дітей, хворих Геостігмою. Серед дітей з Тіфою живуть Марлін Уоллес (прийомна дочка Баррета Уоллеса) і її друг — хлопчик Дензел. Дензел і Клауд обидва хворі Геостігмою. Але Дензел бореться з хворобою з допомогою Тіфи і Марлін, а Клауд, вважаючи себе винним в смерті його друзів — Аеріс і Зака — віддаляється від людей, щоб не бути тягарем для близьких.
На початку фільму Клауда атакують троє людей, які думають, що він знає, де знаходиться їх втрачена мати. Клауд не розуміє, про що вони говорять, битва різко припиняється, коли один з них відгукує назад своїх напарників, і вони виїжджають. Клауд отримує телефонний дзвінок від Тіфи, яка передає йому повідомлення Руфуса з проханням про допомогу. Він їде до колишнього глави компанії Шин-ра і довідується, що троє що напали були бандою Кадажа. Руфус просить Клауда знов вступити на службу Шин-ра, але Клауд відмовляється і їде. Потім до Руфуса приходить Кадаж, знешкоджує його охоронців, двох Турків — Рено і Руда — і знову намагається з'ясувати місцезнаходження своєї «матері». Ми дізнаємося, що під «матір'ю» маються на увазі клітини Дженови, якось пов'язані з Геостігмою. Кадаж шукає «матір» для возз'єднання з Дженовою, він дає зрозуміти Руфусу, що є духом Сефірота.
Кадаж, Лоз і Язу збирають дітей, хворих на Геостігму, обіцяючи допомогти їм, і відвозять в Забуту Столицю. Битва Тіфи і Лоза в церкві Аєріс закінчується поразкою Тіфи, від смерті її врятувала Марлін. Вона кинула в Лоза кулькою з матерією, направивши його інтерес на себе. Лоз забирає Марлін за вказівкою Кадажа, хоча вона і не хвора, і ящик з матерією, який належав Клауду. Клауд намагається врятувати викрадених дітей, але не може, і йому допомагає Вінсент Валентайн, забираючи його з місця бою. Від Вінсента Клауд довідується, що Геостігма викликана у відповідь реакцією імунної системи людини на клітини Дженови, що упровадилися в життєвий потік організму. Вінсент розповідає Клауду свої ідеї про те, чого шукає Кадаж і до чого це може привести. Марлін, що втекла від Кадажа у той час, поки він з Лозом і Язу були зайняті в сутичці, намагається переконати Клауда повернутися додому, і врешті-решт, вони повертаються в Едж, де і відбуваються подальші головні битви з Кадажем і Сефіротом.
У Едж Кадаж і його банда окуповують монумент на майдані в середмісті за допомогою дітей. Кадаж розполохує незадоволений і протестуючий натовп, що зібрався, викликаними духами — монстрами у вигляді фантастичних собак. Пізніше він викликає величезне чудовисько — Бахамут. Поки Баррет, Ред XII, Кайт Сит, Сид, Вінсент Валентайн і Юфі намагаються знищити Бахамута, Руд і Рено б'ються з Ліз і Язу. Потім приїжджає Клауд і за допомогою своїх друзів знищує Бахамута і інших монстрів. В цей час Руфус розмовляє з Кадажем. Кадаж довідується, що Руфус приховував від нього матір. Глава Шин-ра кидає контейнер із клітинами Дженови з 13 поверху і, ухиляючись від атаки Кадажа, падає услід за контейнером. Кадаж кидається вниз, щоб зловити матір, але прицільним пострілом Руфус потрапляє в контейнер. Кадаж ловить контейнер і виїжджає з Ліз і Язу, переслідуваний Клаудом. Руфуса рятують від падіння Олена і Цзен, які перед цим були викрадені Кадажем і визволені Вінсентом Валентайном. Клауд наздоганяє Кадажа, перед цим знищивши зброю Ліз і Язу і один з їх мотоциклів. Клауд і Кадаж падають із старої автостради і далі їдуть по руїн Мідгара. Кадаж зупиняється в церкві Аєріс і розуміє, що майже всі клітини матері вилилися з контейнера через пошкодження від пострілу Руфуса. Клітини Дженови викликають дощ в церкві, який виліковує Геостігму Клауда, і він вирушає за Кадажем. Після того, як Кадаж майже програв в сутичці з Клаудом, він відкриває контейнер з клітинами Дженови і говорить Клауду: «Я покажу тобі моє возз'єднання [з матір'ю]». Під впливом Дженови дух Кадажа стає Сефіротом. Сефірот говорить Клауду про свої наміри — він хоче використовувати планету, щоб подорожувати на ній по космосу у пошуках планети, відповідної для створення нового світу. Тепер доля планети залежить лише від Клауда. Результатом тривалої важкої битви настає поразка Сефірота, який говорить, що не залишиться лише спогадом Клауда і знов стає Кадажем. Кадаж більше не в змозі битися, і на руках брата — Клауда — під дощем він повертається в життєвий потік, до матері. Дощ йде над містом, і жителі, як тільки на них потрапляють краплі води, виліковуються від Геостігми. Друзі на кораблі Сьєрра радіють перемозі Клауда. Клауд дивиться на Сьєрру, коли Язу стріляє йому в спину із словами: «Тобі теж пора додому». Язу і Ліз викликають вибух, використовуючи сили матерії, і вирушають услід за Кадажем.
Клауд приходить до тями, оточений м'яким білим світом. Він тихо виголошує «матір». Голос Аєріс відповідає йому: «Чому всі називають мене матір'ю?». Зак заперечує: «Напевно, вони просто тебе кохають». Аєріс відповідає: «Навіщо мені таке велике дитя», і Зак говорить, що для Клауда ще не настав час. Клауд розплющує очі в церкві Аєріс, його рани зажили. Довкола нього стоять діти, він піднімається у воді майже до пояса і бачить своїх друзів, які схвально йому кивають. Клауд бере Дензела і поливає йому на голову воду, яка виліковує Геостігму. Діти, що залишилися, радісно стрибають у воду. Клауд піднімає очі і бачить, як Аєріс допомагає якимсь дітям. Вона встає і вирушає, зупинившись в дверях і обернувшись. Вона посміхається і говорить, що тепер з Клаудом все гаразд. Аєріс і Зак вирушають і пропадають в білому світлу. Клауд посміхається і погоджується, кажучи що тепер він не один.

## Фільм на DVD
Фільм Остання Фантазія VII: Діти Пришестя на DVD був розкуплений накладом більше 420,000 копій в Японії в перший тиждень, що склало 93 % всіх випущених на той момент копій.
DVD з фільмом був на першому місці по продажах на Amazon.com, на 3 місці у Великобританському чарте dvd і відео, «Діти Пришестя» займали 3-є місце по продажах в США. На сайті Rottentomatoes.com фільм набрав 63 %.

## У Японії

### Звичайне видання
DVD вийшов 14 вересня 2005 в двох варіантах: стандартному і спеціальному, випущеному обмеженим накладом. Вартість обох версій склала 4800 йен.
Стандартний випуск включав, окрім самого фільму:
- збірку Reminiscence of Final Fantasy VII (Спогади про Final Fantasy VII), у тому числі дайджест FFVII і набір ключових анімованих сцен з гри;
- офіційний трейлер;
- офіційні трейлери збірки ігор «Компіляція Final Fantasy VII»

First Press Edition збігається із стандартним випуском, єдиною відмінністю є спеціальна упаковка.

### Advent Pieces
Одночасно із звичайним виданням був випущений бокс-сет Advent Pieces, також відомий як Абсолютне (Ultimate) видання. Цей бокс-сет коштував 29500 йен і був випущений в кількості всього 77777 екземплярів.
Видання включає два диски з такими бонусами:
- сам фільм з оригінальною доріжкою, а також із закадровими коментарями творців;
- відео про створення фільму «Making of Advent Children»;
- версія, що показувалася на різних фестивалях;
- всі випущені до того моменту трейлери:
про Tokyo Game Show 2003 — день 1, день 2, день 3;
про Jump Festa 2003
про E3 2004
про Tokyo Game Show 2004
про Jump Festa 2004
про E3 2005 (повний трейлер)
- OVA Last Order;
- диск для Playstation Final Fantasy VII International з демонстраційною стійкою;
- фігурка Клауда з його мотоциклом, Фенріром;
- копія сценарію для озвучування;
- кепка з коробкою для зберігання, футболка, брелок для ключів.

## У Європі, Австралії і США

### Основне видання
В результаті затримок, зв'язаних, імовірно, із створенням англомовного озвучення, замість наміченого 13 вересня 2005 в Європі DVD вийшов 24 квітня 2006, в США — 25 квітня 2006, і в Австралії — 3 травня 2006.
Це видання також включало два диски, на першому з яких розташовувалася стандартна версія фільму, а на другому — такі бонуси:
- видалені сцени;
- відео про створення фільму «The Distance: Making of Advent Children»;
- записи з демонстрації фільму на фестивалі у Венеції;
- колекція трейлерів (аналогічно японському виданню Advent Pieces);
- збірка трейлерів до «Компіляції Final Fantasy VII»

Деякі магазини продавали це видання в комплекті з ще одним бонусним диском — із записами процесу англомовного озвучування і інтерв'ю з акторами озвучки.

## Limited Collector's Set
20 лютого 2007 року була випущена ще одна версія DVD. У неї входили всі бонуси першого видання, а також:
- розширена версія відео про створення фільму «The Distance: Making of Advent Children»;
- інтерв'ю з акторами озвучування;
- французьке озвучення 5:1;
- OVA Last Order: Final Fantasy VII;
- англомовний сценарій озвучування;
- колекційна поштова картка (всього 10 варіантів);
- розповідь «On the Way to а Smile», що описує життя Тіфи, Баррета і Дензела в проміжку між закінченням гри і початком фільму.